# ألاندو تاكر
ألاندو تاكر (بالإنجليزية: Alando Tucker)‏ مواليد 11 فبراير 1984 في جوليت، هو لاعب كرة سلة أمريكي بدأ مسيرته الاحترافية في سنة 2007 ويحمل الرقم 25. يبلغ طوله 6 قدم 6 بوصة (2.0 م).

## فرق لعب لها
- فينيكس صنز
- مينيسيوتا تيمبر وولفز
- لوكوموتيف كوبان
- سي بي غران كناريا

## إحصائيات المسيرة

### الموسم الاعتيادي
| السنة   | الفريق                | لعب | بدأ | دقيقة | ميداني% | ثلاثية | حرة  | ارتداد | صنع | استلاب | تصدي | نقطة |
| ------- | --------------------- | --- | --- | ----- | ------- | ------ | ---- | ------ | --- | ------ | ---- | ---- |
| 2007–08 | فينيكس صنز            | 6   | 0   | 8.0   | .364    | .250   | .833 | 1.3    | .0  | .0     | .2   | 3.7  |
| 2008–09 | فينيكس صنز            | 30  | 1   | 9.4   | .430    | .348   | .788 | 1.0    | .4  | .2     | .0   | 4.6  |
| 2009–10 | فينيكس صنز            | 11  | 0   | 6.5   | .433    | .143   | .762 | .6     | .3  | .0     | .0   | 3.9  |
| 2009–10 | مينيسيوتا تيمبر وولفز | 4   | 0   | 6.3   | .444    | .000   | .000 | .8     | .3  | .0     | .0   | 2.0  |
| المسيرة |                       | 51  | 1   | 8.4   | .423    | .294   | .783 | 1.0    | .3  | .1     | .0   | 4.1  |

## روابط خارجية
- ألاندو تاكر على موقع إن بي أي (الإنجليزية)
- ألاندو تاكر على موقع سبورتس رفرنس (الإنجليزية)
- ألاندو تاكر على موقع كرة السلة الأوروبية.كوم (الإنجليزية)
- ألاندو تاكر على موقع كلية كرة السلة في سبورتس رفرنس.كوم (الإنجليزية)
- ألاندو تاكر على موقع ريلجم (الإنجليزية)
- ألاندو تاكر على موقع بروبوليرز (الإنجليزية)
- ألاندو تاكر على موقع سبورتس رفرنس (الإنجليزية)
- ألاندو تاكر على موقع سبورتس رفرنس (الإنجليزية)